# Evolution (journal)
Evolution: International Journal of Organic Evolution, est une revue scientifique mensuelle qui publie de nouveaux résultats significatifs d'enquêtes empiriques ou théoriques concernant des faits, des processus, des mécanismes ou des concepts de phénomènes et d'événements évolutifs. Evolution est publié par la Society for the Study of Evolution.

## Anciens rédacteurs en chef
La revue a été fondée peu après la Seconde Guerre mondiale. Son premier éditeur fut le généticien évolutionniste Ernst Mayr.
- Ruth Geyer Shaw, juillet 2013 – 2017[3]
- Daphné Fairbairn, 2010- juin 2013[3]